# Dukakinzade Ahmed Paša
Dukakinzade Ahmed Paša (? - březen 1515) byl státník a velkovezír Osmanské říše v období od 18. prosince 1514 do března 1515. Byl také básníkem.

## Život
Ahmed pocházel z albánské šlechtické rodiny Dukaginiů. Podle záznamů se jeho rodiče poddali Osmanské říši a přešli na islám.
V prosinci 1514 odebral sultán Selim I. funkci velkovezíra Hersekzade Ahmed Pašovi a jmenoval Dukakinzadeho Ahmeda, který byl do té doby pouze druhým vezírem.
V březnu 1515 byl ale popraven také na příkaz sultána Selima za účast ve vzpouře janičářů v Amasyi. Byl také podezříván z tajného jednání s nepřáteli říše.
Jeho manželkou byla Hafsa Sultan, princezna a dcera sultána Selima.
Jeho syn Dukakinzade Mehmed Paša byl guvernérem v Egyptě v letech 1544-46. Oženil se s dcerou sultána Bájezída II.
| Osmanští velkovezíři              | Osmanští velkovezíři                                   | Osmanští velkovezíři       |
| --------------------------------- | ------------------------------------------------------ | -------------------------- |
| Předchůdce: Hersekzade Ahmed Paša | 18. prosince 1514 - březen 1515 Dukakinzade Ahmed Paša | Nástupce: Hadim Sinan Paša |